# عموري دي مونتفورت
عموري دي مونتفورت لورد مونتفورت-لاموري (1192 – 1241)؛ هو ابن سيمون الخامس دي مونتفورت وأليكس دي مونتمورنسي، وشقيق سيمون دي مونتفورت إيرل ليستر السادس الأكبر، ورث عموري ممتلكات والده في فرنسا، بينما ورث شقيقه سيمون لقب إيرل ليستر الإنجليزي.

## السيرة

### الحملة الألبيجينية
شارك والده في الحملة الألبيجينية عام 1209، لا يُعرف بالضبط متى التحق عموري بوالده في الجنوب، ربما وصل خلال ربيع 1210، عندما وصلت والدته لتعزيز قوات والده، تم تنصيبه فارسًا في 24 يونيو 1213 في كاستلنوداري خلال مراسم رسمية، واستمر في القتال تحت قيادة والده حتى وفاته أثناء حصار تولوز في 25 يونيو 1218، كخليفة لوالده ورث عموري كونتية تولوز (التي استولى عليها والده من ريمون السادس نتيجة دوره في الحملة) وغيرها من الأراضي في لانغدوك.
وفي 1224 تنازل عن ألقابه وأراضيه في لانغدوك لصالح لويس الثامن ملك فرنسا، وفي المقابل رُفع وضعية مونتفورت-لاموري إلى كونتية، وفي عام 1230 أصبح خليفة خاله ماثيو الثاني من مونتمورنسي في لقبه كونستابل فرنسا.

### كونتية ليستر
ورث والده كونتية ليستر من والدته أميسي ابنة روبرت الثالث دي بومون، وبعد وفاة والده أصبح عموري إيرل ليستر، ولكن بصفته تابعًا للملك الفرنسي، لم يكن قادرًا على أن يكون تابعًا أيضا لملك إنجلترا في الوقت ذاته، بحلول 1230 قرر عموري وشقيقه سيمون تقسيم إرث والده: يحتفظ عموري بمونتفورت-لاموري في فرنسا، بينما يحصل سيمون على ليستر في إنجلترا، استمر هذا النزاع قرابة عقد من الزمن، وانتهى رسميًا في 11 أبريل 1239 حين تنازل عموري رسميًا عن حقوقه في إنجلترا واعترف الملك هنري الثالث ملك إنجلترا بسيمون إيرل لليستر.

### حملة البارونات
في 1239 غادر عموري نحو الأراضي المقدسة للمشاركة في حملة البارونات برفقة تيوبالد الأول ملك نافارا وهيو الرابع دوق برغونية وعدد من النبلاء البارزين، لم يشارك الملك لويس التاسع شخصيًا، ولكنه منح الحملة طابعًا ملكيًا بالسماح لعموري بحمل شعار زهرة الزنبقة، في 13 نوفمبر 1239، أُسِر عموري خلال معركة غزة تحت قيادة هنري الثاني كونت بار، والتي قُتل فيها، بينما نُقل عموري نحو مصر مع 600 أسير آخرين، وأمضى 18 شهرًا في سجون القاهرة، وتعرض لمعاملة أشد من غيره لأنه رفض الإفصاح عن هويات باقي الأسرى، أُفرج عنه في 23 أبريل 1241 مع باقي الأسرى الفرنسيين بعد تحالف بين الصليبيين بقيادة ريتشارد الكورنوالي وسلطان مصر ضد أمير دمشق، توفي في أوترانتو لاحقًا في نفس العام، ودفن بأمر البابا في بازيليك القديس بطرس، بينما نُقل قلبه حسب وصيته إلى دير أوت-بروير قرب مونتفورت-لاموري.

## الزواج والذرية
تزوج عموري من بياتريكس ابنة غيغ السادس من فيينوا، وكان له أولاد:
- جان الأول (توفي 1249)، تزوج جان ليدي شاتودان.
- مارغريت (توفيت 1289 أو 1290)، تزوجت جان الثالث كونت سواسون.
- لور (توفيت 1270)، تزوجت فرناندو الثاني كونت أومال
- أدلا (أو أليكس) (1230 – 28 مارس 1279)، تزوجت سيمون من نيسل
- بيرنيل (توفيت 5 ديسمبر 1275)، رئيسة دير بورت-رويال-دي شام

## روابط خارجية
- وسائط متعلقة بـ عموري دي مونتفورت في كومنز.